# Albula (genre)
Pour les articles homonymes, voir Albula.
Genre
Albula est un genre de poissons téléostéens de la famille des  Albulidae.

## Caractéristiques
La taxonomie du genre Albula reste floue. Ce genre, qui comprend des poissons marins prisés pour la pêche sportive et que l'on trouve dans le monde entier, a une histoire taxonomique compliquée marquée par des caractéristiques physiques remarquablement similaires chez les différents taxons, rendant l'identification visuelle difficile et nécessitant souvent une identification génétique des espèces. Il existe actuellement 12 espèces présumées réparties en trois complexes d'espèces.

## Description
D'après la description dans Hidaka et al., 2008 (traduction libre depuis l'anglais) :

« Corps modérément allongé, fusiforme, légèrement comprimé ; profil occipital presque droit ; museau conique, dépassant largement la mâchoire inférieure ; bouche petite, inférieure ; diamètre de l'orbite de taille modérée ; tissu adipeux présent ; dents villiformes en petites taches sur le prémaxillaire, le dentaire, le vomer et le palatin ; dents molariformes en larges bandes sur le parasphénoïde, les basibranchiaux et le mésoptérygoïde ; branchiospines très courtes ; une rangée d'écailles sur la sous-orbitale ; une rangée médiane modifiée d'écailles élargies devant la nageoire dorsale ; toutes les nageoires sont dépourvues d'épines ; l'origine de la nageoire dorsale se situe à peu près au milieu du corps ; la nageoire anale est située bien derrière la nageoire dorsale ; la nageoire pectorale est basse sur le côté du corps, près du contour ventral ; la nageoire pelvienne est abdominale, située sous la partie postérieure de la nageoire dorsale ; l'écaille axillaire pelvienne est bien développée ; la nageoire caudale est profondément fourchue ; la ligne latérale commence à la marge supérieure de l'opercule et s'étend en ligne droite jusqu'au pédoncule caudal ; les os intermusculaires sont présents. »

## Liste d'espèces
| Selon FishBase (30 janvier 2024) : - Albula argentea (Forster, 1801) - Albula esuncula (Garman, 1899) - Albula gilberti Pfeiler & van der Heiden, 2011 - Albula glossodonta (Forsskål, 1775) - Albula goreensis Valenciennes, 1847 - Albula koreana Kwun & Kim, 2011 - Albula nemoptera (Fowler, 1911) - Albula oligolepis Hidaka, Iwatsuki & Randall, 2008 - Albula pacifica (Beebe, 1942) - Albula virgata Jordan & Jordan, 1922 - Albula vulpes (Linnaeus, 1758) | Selon ITIS (17 août 2015) : - Albula argenteus (Schneider in Bloch & Schneider, 1801) - Albula forsteri Valenciennes in Cuvier & Valenciennes, 1847 - Albula glossodonta (Forsskål, 1775) - Albula nemoptera (Fowler, 1911) - Albula neoguinaica Valenciennes in Cuvier & Valenciennes, 1847 - Albula vulpes (Linnaeus, 1758) |

## Systématique

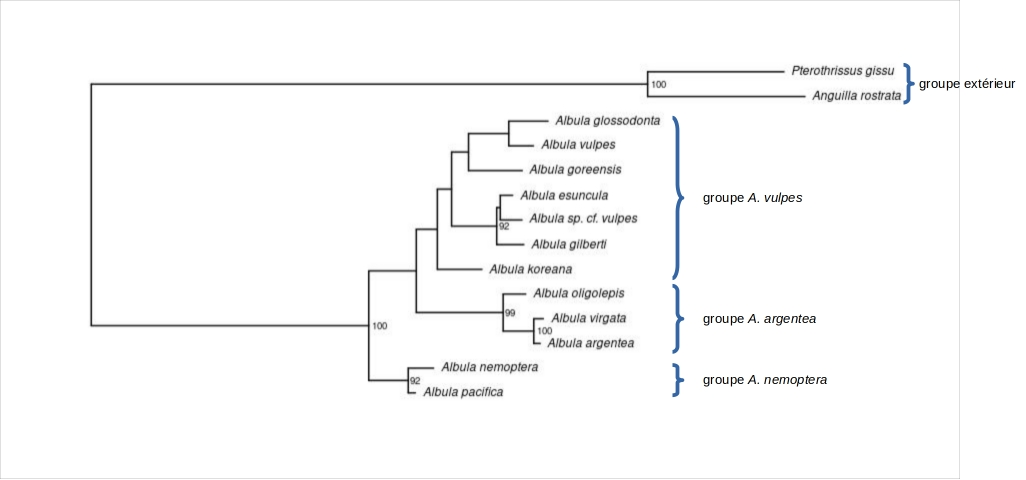
Cladogramme des relations entre les espèces du genre Albula

Début 2024, les 11 espèces valides retenues par FishBase (voir ci-dessus), WoRMS et ECoF, sont regroupées en trois groupes (ou complexes d'espèces) : le complexe A. argentea (3 espèces), le complexe A. nemoptera (2 espèces) et le complexe A. vulpes (6 espèces, plus une espèce provisoire), voir figure.

## Répartition géographique
Le complexe A. argentea a une distribution indo-pacifique. Au sein de ce groupe, A. virgata a la répartition la plus réduite. C'est une espèce habitant des eaux peu profondes et qui n'est connue que des îles Hawaï,, les deux autres espèces ayant des aires de répartition plus vastes à la fois dans l'Océan Indien et le Pacifique.
Le complexe A. nemoptera a une distribution restreinte aux deux façades de l'Amérique centrale, entre la Colombie et le Mexique. L'espèce A. nemoptera se trouvant sur la façade côté Atlantique (mer des Caraïbes) et A. pacifica sur celle Pacifique.
Le complexe A. vulpes est celui qui a la distribution la plus vaste. C'est un groupe circum-tropical et subtropical dont les espèces individuelles présentent de nombreux chevauchements de répartition, rappelant la nature passée d'A. vulpes longtemps décrite comme une seule espèce circum-tropicale avant d'être subdivisée en 7 espèces,.

## Protection
Selon l'UICN (25 mars 2024) le statut des espèces du genre Albula dans la liste rouge des espèces est le suivant :
| - Albula koreana - données insuffisantes - Albula argentea - données insuffisantes - Albula glossodonta - vulnérable - Albula oligolepis - données insuffisantes - Albula virgata - données insuffisantes - Albula vulpes - quasi menacée | - Albula nemoptera - données insuffisantes - Albula esuncula - préoccupation mineure - Albula goreensis - non évaluée - Albula sp. cf. vulpes - non évaluée - Albula gilberti - non évaluée - Albula pacifica - non évaluée |

## Publication originale
(la) Giovanni Antonio Scopoli, Introductio ad historiam naturalem sistens genera lapidum, plantarum, et animalium : hactenus detecta, caracteribus essentialibus donata, in tribus divisa, subinde ad leges naturae, Pragae, Apud Wolfgangum Gerle, 1777, 540 p. (DOI https://doi.org/10.5962/bhl.title.10827, lire en ligne ), Page 450